# Kosten eines Arbeitsgerichtsverfahrens in Deutschland
Die Kosten eines Arbeitsgerichtsverfahrens in Deutschland setzen sich aus gerichtlichen und außergerichtlichen Kosten zusammen.
Bei der Durchführung eines erstinstanzlichen Arbeitsgerichtsverfahrens in Deutschland werden Gerichtskosten nach dem Gerichtskostengesetz erhoben (§ 1 Abs. 2 Nr. 4 GKG). Diese hat derjenige zu tragen, der im Rechtsstreit unterliegt, bzw. im ArbG-Verfahren derjenige, der die Kosten gemäß § 29 Nr. 1 (gerichtliche Auferlegung) oder Nr. 2 GKG (bei Vergleich zu gleichen Teilen; vgl. auch § 98 ZPO) auferlegt bekommt. Gerichtskosten setzen sich zusammen aus der Gebühr für das Verfahren und den Auslagen (§ 3 Abs. 2 GKG). Wird das gesamte Verfahren in erster Instanz durch Vergleich beendet oder erfolgt die Rücknahme der Klage vor der streitigen Verhandlung, entfällt die Gebühr (vgl. Vorbemerkung 8 der Anlage 1 zu § 3 Abs. 2 GKG). Erhoben werden dann nur noch gerichtliche Auslagen (z. B.: Zustellungskosten, Zeugengebühren, Sachverständigen-, Dolmetscher- und Übersetzerkosten).
Kosten für die Hinzuziehung eines Prozessbevollmächtigten oder Beistands muss der Unterliegende dem Gegner nicht erstatten (vgl. § 12a Abs. 1 S. 1 ArbGG). Vor dem Arbeitsgericht kann man den Rechtsstreit jedoch auch selbst führen (§ 11 Abs. 1 S. 1 ArbGG). Es herrscht hier kein Bevollmächtigtenzwang wie zum Beispiel im Verfahren vor den Landesarbeitsgerichten und dem Bundesarbeitsgericht (vgl. § 11 Abs. 4 S. 1 ArbGG). Häufig wählen die Parteien die Vertretung durch einen Verbandsvertreter (Arbeitgeberverband, Gewerkschaft), was hier ebenfalls zulässig ist und in der Regel zu keinen oder niedrigen zusätzlichen Kosten führt (§ 11 Abs. 1 S. 2 ArbGG).
Alle arbeitsgerichtlichen Verfahren beginnen ohne Rücksicht auf den Streitwert vor dem Arbeitsgericht als erste Instanz.
Die vorgenannten Kosten fallen insgesamt unter den Begriff der Prozesskosten.

## Kostenerstattung
Nach § 12a Arbeitsgerichtsgesetz erfolgt im Arbeitsgerichtsverfahren erster Instanz keine Erstattung von Kosten für die Hinzuziehung eines Bevollmächtigten, weil die Vertretung im arbeitsgerichtlichen Verfahren ursprünglich die Domäne der Vertreter von Gewerkschaften und Arbeitgeberverbänden war, deren Mitglieder in der Regel über ihren Mitgliedsbeitrag Anspruch auf kostenlosen Rechtsschutz in Arbeits- und Sozialrechtsangelegenheiten haben.  Außerdem sollte ein Arbeitnehmer nicht die Anstrengung eines Prozesses gegen den wirtschaftlich stärkeren Arbeitgeber aus Furcht vor einem hohen Kostenerstattungsanspruch scheuen. Rechtsanwälte waren ursprünglich sogar von der Vertretung vor den Arbeitsgerichten erster Instanz in Bagatellsachen ausgeschlossen. Die aus der Tradition entsprungene Kostenregelung ist (für die erste Instanz) unverändert geblieben.
Das unterscheidet das Arbeitsgerichtsverfahren vom Zivilprozess, in dem die unterlegene Partei in der Regel auch die erforderlichen Anwaltskosten der Gegenseite zu erstatten hat. Die Rechtsprechung folgert hieraus, dass auch die Kosten außergerichtlicher Rechtsverfolgung nicht erstattungsfähig sind, und zwar auch dann, wenn nach bürgerlichem Recht ein materiell-rechtlicher Erstattungsanspruch bestünde, z. B. als Schadensersatzanspruch aufgrund Verzugs.
Diese Einschränkung gilt aber nur für Kosten der Hinzuziehung eines Bevollmächtigten und Entschädigung für Zeitversäumnis. Sonstige außergerichtliche Kosten der obsiegenden Seite (z. B. Reisekosten zum Termin) müssen im Arbeitsgerichtsverfahren – wie in den anderen Gerichtszweigen auch – vom unterliegenden Teil erstattet werden. Unter Umständen führt dies sogar zur Erstattung von Anwaltskosten, wenn nämlich die obsiegende Partei durch die Beauftragung des Anwaltes eigene Reisekosten erspart: dann sind die Anwaltskosten bis zur Höhe der ersparten Reisekosten erstattungsfähig.
Abweichend von § 12a Abs. 1 S. 1 ArbGG können die Parteien auch eine Kostenerstattung per Vergleich vereinbaren.
Die Bedeutung der fehlenden Erstattungsfähigkeit ist auf Arbeitnehmerseite durch die weite Verbreitung von Rechtsschutzversicherungen und den Rechtsschutz über eine Gewerkschaftsmitgliedschaft stark eingeschränkt.

## Kostenvorschuss
Eine Besonderheit im Gerichtskostengesetz für das Arbeitsgerichtsverfahrens ist es auch, dass bei Klageerhebung ein Kostenvorschuss für die Gerichtskosten nicht fällig wird (§ 11 GKG). Das soll auch dem mittellosen Arbeitnehmer die problemlose Erhebung zum Beispiel einer fristgebundenen Kündigungsschutzklage ermöglichen.

## Rechtsmittelverfahren
Der Ausschluss der Kostenerstattung gilt nur in erster Instanz. Im Berufungsverfahren und in dritter Instanz zahlt der unterlegene Teil sämtliche notwendigen Kosten der Gegenpartei.
Vergleichen sich die Parteien vor dem Landesarbeitsgericht, entfällt zwar die Gebühr der Berufungsinstanz; die erstinstanzlichen Gerichtskosten müssen allerdings gleichwohl gezahlt werden. Auslagen des Berufungsverfahrens werden den Parteien immer in Rechnung gestellt.

## Höhe der Kosten

### Berechnung nach Gegenstandswert
Sowohl die Gerichtskosten als auch die Anwaltskosten richten sich nach dem Gegenstandswert des Rechtsstreits. Dabei gibt es für Kündigungsschutzverfahren eine Privilegierung; der Wert – der nach üblichen Regeln mit einem Jahresgehalt zu bemessen wäre – wird nämlich gemäß § 42 Abs. 2 GKG auf ein Vierteljahresgehalt beschränkt. Allerdings erhöhen weitere Anträge (zum Beispiel die Klage auf die ausstehenden Gehälter; Zeugniserstellung; Weiterführung der Altersversorgung) den Streitwert entsprechend dem eingeklagten Betrag.

### Gerichtskosten
Hauptartikel: Gebührenstreitwert
Die Gerichtskosten beim Arbeitsgericht waren bis 2004 nahezu vernachlässigbar. Es galt eine Obergrenze von 500 € und diese Obergrenze wurde meist bei weitem unterschritten.
Mit dem ersten Kostenrechtsmodernisierungsgesetz (BGBl. 2004 I S. 718) und dem zweiten Kostenrechtsmodernisierungsgesetz vom 23. Juli 2013 (BGBl. I S. 2586) hat der Gesetzgeber diese Gebühren deutlich erhöht und die Höchstgrenze gestrichen. Das führt bei einem Kündigungsschutzverfahren eines Arbeitnehmers mit einem Bruttomonatsgehalt von 3.000 € zu einem Gegenstandswert von 9.000 € (drei Monatsgehälter) und damit zu Gerichtskosten bei streitiger Entscheidung von 444 €. Die Kosten eines Arbeitsgerichtsverfahrens erster Instanz liegen damit 1/3 unter den „normalen Gerichtsgebühren“, Anlage 1 Nr. 8210 GKG. Klagt der Arbeitnehmer noch vier nach der Kündigung inzwischen ausstehende Gehälter (also 12.000 €) ein, so erhöhen sich der Gegenstandswert auf 21.000 € und damit die Gerichtsgebühr für diese Instanz auf 690 €.
Im Berufungsverfahren entsteht erneut eine Gebühr, allerdings ist diese um ca. 60 % erhöht. Sie liegen damit im Beispielfall (9.000 EUR Streitwert) bei 710,40 EUR (Anlage 1 Nr. 8220 GKG). Im normalen Zivilverfahren würden 888 EUR an Gerichtsgebühren anfallen (Anlage 1 Nr. 1220 GKG).

### Anwaltskosten
Diese ergeben sich aus dem Rechtsanwaltsvergütungsgesetz (RVG), das seit dem 1. Juli 2004 die alte Bundesrechtsanwaltsgebührenordnung (BRAGO) abgelöst hat. Auch hier erfolgte gegenüber der früheren Situation eine Erhöhung der einzelnen Gebührenansätze; allerdings ist die bislang bei Beweisaufnahmen zu erhebende Beweisgebühr ersatzlos entfallen.
Im Falle des obigen Beispiels ergeben sich bei streitiger Entscheidung Anwaltskosten in Höhe von netto 1.267,50 € bei einem Streitwert von 9.000 € und von netto 1.855 € bei einem Streitwert von 21.000 €.
Im Falle eines Vergleiches würden sich diese Gebühren auf netto 1.744,50 € beziehungsweise netto 2.597 € steigern.
Im Berufungsverfahren entstehen weitere  Gebühren, die um etwa 11,5 % – im Falle eines Vergleichs in der Berufungsinstanz um etwa 15 % – höher sind als in erster Instanz.
Zu den Gebühren des Anwaltes treten die Auslagen (Porto, Telefon etc.), die in der Regel mit 20 € pauschaliert werden, sowie etwaige Fahrtkosten hinzu. Außerdem ist auf den Rechnungsbetrag 19 % Umsatzsteuer zu erheben.

## Prozesskostenhilfe
Wer einen Prozess nicht selbst zu finanzieren vermag, erhält die Kosten aus der Staatskasse. Allerdings muss er diese Beträge zurückzahlen, falls sich seine finanziellen Verhältnisse später verbessern.
In den meisten Verfahrensordnungen ist der Anspruch auf Gewährung von Prozesskostenhilfe davon abhängig, dass die beabsichtigte Rechtsverfolgung hinreichende Erfolgsaussichten hat und nicht mutwillig ist.